# Železniški predor Zelenjak
Železniški predor Zelenjak je predor na opuščeni hrvaški žlezniški progi Savski Marof–Kumrovec. Njegova posebnost je položaj, na katerem se nahaja, saj stoji v Sloveniji in je speljan pod Orliškim pogorjem, natančneje pod manjšim okljukom gozdnate vzpetine Zelenjak, ki spada k vasi Kunšperk. Ob pogorju teče reka Sotla, ki predstavlja državno mejo med Slovenijo in Hrvaško, in ki tudi obliva omenjeni okljuk. Tako ima proga pred in za predorom dva meddržavna mostova.
Predor je dolg 174,17 metrov. Zanj je značilno, da je v celoti betonski, ima vhodni portal z nesimetričnimi krili, portalni zid ima tri nizke stopnice, na vrhnjem kamnu je napisana letnica gradnje 1957, cev predora je speljana v levem loku in ima 2,3 promila vzpona, 3 pare niš ter izhodni portal brez kril.

## Galerija
- Okljuk Sotle (pogled iz Kunšperka, Slovenija), spodaj desno vstopni most v predor, nad Sotlo Spomenik hrvaški himni v vasi Risvica, Hrvaška
- Vstopni most čez Sotlo iz vasi Mihanovićev Dol, Hrvaška, v predor Zelenjak, Kunšperk
- Vhodni portal predora (2023)
- Letnica 1957 na vhodnem portalu
- Od vhodnega portala je v levem loku viden izhod iz predora
- Izhodni portal (2023)
- Izstopni most čez Sotlo iz predora, Kunšperk, v vas Risvica, Hrvaška
- Žica na izstopnem mostu za preprečevanje ilegalnih meddržavnih prehodov (2023)
- Penzion Villa Zelenjak - Ventek ob izstopnem mostu, Risvica
- Opuščena Železniška postaja Zelenjak 150 metrov za izstopnim mostom, Risvica